# چارلز استاریج
چارلز استاریج (انگلیسی: Charles Sturridge؛ زادهٔ ۲۴ ژوئن ۱۹۵۱) یک کارگردان، فیلم‌نامه‌نویس و تهیه‌کننده اهل بریتانیا است.
وی کارگردان فیلم‌ها و سریال‌هایی همچون باری دیگر برایدزهد، دوندگان و آریا بوده‌است.